# Турдуев, Султаназар
Султаназар Турдуев (род. 1924 год, аул Кош-Булак) — звеньевой колхоза «Эркин-Тоо» Узгенского района Ошской области, Киргизская ССР. Герой Социалистического Труда (1949).

## Биография
Родился в 1924 году в крестьянской семье в ауле Кош-Булак (ныне — Узгенский район).
С 1942 года трудился в хлопководческой бригаде колхоза «Эркин-Тоо» Узгенского района. В 1944 году был назначен звеньевым полеводческой бригады этого же колхоза.
В 1948 году полеводческое звено Сулатаназара Турдуева получило в среднем по 29,2 центнера зерновых культур с каждого гектара на участке площадью в 20,5 гектаров. За выдающиеся трудовые достижения указом Президиума Верховного Совета СССР от 27 июня 1978 года удостоен звания Героя Социалистического Труда 16 мая 1949 года с вручением ордена Ленина и золотой медали «Серп и Молот».
С 1960 по 1974 года трудился рабочим, старшим чабаном в совхозе «Яссы» и с 1974 года — чабан совхоза имени 50-летия Киргизской ССР.
С 1984 года — персональный пенсионер союзного значения. Проживал в родном селе.